# 蒼一郎
蒼一郎（そういちろう）は 、日本の漫画家。男性。成人向け漫画を描いていたが、近年では一般向け漫画を執筆する。

## 経歴
チャンピオンRED新人賞（秋田書店）を受賞し漫画家としてデビュー。『チャンピオンRED いちご』で『魔界天使ジブリール』を連載。
2020年現在はウェブコミック配信サイト『コミックヴァルキリー』で『異世界の名探偵』を連載中。

## 作品リスト

### 単行本
- 『魔界天使ジブリール』 （2009年、原作：フロントウイング、秋田書店〈チャンピオンREDコミックス〉、ISBN 978-4-25323-079-7）
- 『魔界天使ジブリール4』 （2011年、原作：フロントウイング、秋田書店〈チャンピオンREDコミックス〉、ISBN 978-4-25323-078-0）
- 『とらわれのエデン プライム・ローズ』 （原作：プライム・ローズ〈手塚治虫〉、マイクロマガジン社〈TCコミックス〉、全3巻）
  1. 2019年6月5日発売[1][2]、ISBN 978-4-89637-897-9
  2. 2019年12月19日発売[3][4]、ISBN 978-4-89637-962-4
  3. 2020年6月16日発売[5][6]、ISBN 978-4-86716-029-9
- 『異世界の名探偵』 （原作：片里鴎、キルタイムコミュニケーション〈ヴァルキリーコミックス〉、全2巻）
  1. 2021年5月27日発売[7]、ISBN 978-4-7992-1503-6
  2. 2022年4月8日発売[8]、ISBN 978-4-7992-1621-7